# مولزن
مولزن (به آلمانی: Mülsen) یک شهر در آلمان است که در Zwickau (district) واقع شده‌است. مولزن ۱۲٬۵۲۷ نفر جمعیت دارد.